# هوئو (پونو)
هوئو (به اسپانیایی: Huejo) یک کوه در پرو است که در پرو واقع شده‌است. هوئو ۴٬۹۰۰ متر بالاتر از سطح دریا واقع شده‌است.